# Воробйов Олександр Миколайович
Воробйов Олександр Миколайович (5 червня 1956 р.) — Народний депутат України 1-го скликання.

## Біографія
Народився 5 червня 1956 р. на руднику ім. Шевченка Красноармійського району Донецької обл., в робітничій сім'ї. 
У 1971 р. поступив до Харківського машинобудівного технікуму. З 1975 р. працював слюсарем-механоскладальником Харківського тракторного заводу. У 1975-1977 рр. — на строковій службі в Радянській Армії. З 1977 р. працював слюсарем-складальником ХТЗ.
У 1977 р. поступив до Харківського політехнічного інституту, який закінчив за спеціальністю «інженер-механік». З 1980 р. працював інженером-технологом ХТЗ, а з 1983 р. — інженером-технологом-програмістом верстатів з ЧПУ Сумського машинобудівного науково-виробничого об'єднання ім. Фрунзе.

## Політична діяльність
Член КПРС з 1977 по 1990 рр.; член Партії демократичного відродження України (ПДВУ); член партії «Реформи і порядок».
У 1990 р. — заступник голови Сумської міської Ради народних депутатів.
Висунутий кандидатом у Народні депутати трудовим колективом інституту «Проектхімнафтомаш». 18 березня 1990 р. обраний Народним депутатом України, набравши у 2-му турі 57,16% голосів і перемігши 12 претендентів (Сумська обл., Ковпаківський виборчий округ N 343)
Входив до Народної Ради, фракція Демплатформа в КПРС, фракція ПДВУ.
Член Комісії ВР України у питаннях законодавства і законності.
Одружений, має двох дітей.